# Denkmalgeschützte Objekte in Österreich

Signet nach dem österreichischen Denkmalschutzgesetz, Anhang 1

Denkmalgeschützte Objekte in Österreich sind primär durch das Österreichische Denkmalverzeichnis (auch: Österreichische Denkmalliste) erfasst. Die Anzahl aller in Österreich unter Denkmalschutz stehenden unbeweglichen Objekte beträgt 39.247 Objekte (Stand 21. Juni 2024).
Die Erfassung beweglicher Objekte (Inventar, Museumsexponate, Sammlungen usw.) ist noch im Aufbau.

## Grundlagen

Statistik Denkmalschutz nach Eigentümern

Das Österreichische Denkmalverzeichnis ist die vom Bundesdenkmalamt erstellte Denkmalliste.
Da in Österreich Denkmalschutz Sache des Bundes ist, wird die Liste für alles Kulturgut, das unter das österreichische Denkmalschutzgesetz fällt, zentral geführt. Es umfasst neben unbeweglichen Denkmalen (Bauten, Archäologisches, Gärten) auch bewegliches Kulturgut (Kunstschätze, Sammlungen, Archivalien, u. ä.).
Daneben betreiben auch manche Länder ein eigenes Verzeichnis, so der Tiroler Kunstkataster,
der Digitale Oberösterreichische Kulturatlas (DOKA)
oder Wien Kulturgut.
Diese sind teils umfassender, werden aber mit dem Österreichischen Denkmalverzeichnis sukzessive abgeglichen.

Neben dem Denkmalschutzgesetz selbst gibt es zahlreiche weitere Ausweisungen von Kulturgut, so aus internationalen Abkommen wie der Haager Konvention, dem anerkannten UNESCO-Welterbe in Österreich, europäischen Verpflichtungen wie der Verordnung über die Ausfuhr von Kulturgut,
verwandten Rechtsmaterien des Bundes,
aber auch landesrechtlichen oder kommunalen Rechtsquellen, etwa dem Salzburger Altstadterhaltungsgesetz. Diese fallen unter Denkmalpflege und Kulturgutschutz ebenso wie Ortsbildschutz und/oder Landschaftsschutz, oder die Museumsgesetzgebung. Durch die Internationalisierung des Kulturgutschutzes – und die damit verbundene Ausweitung der Konzepte zu Begriffen wie Kulturgut oder Kulturdenkmal durch den Einfluss außereuropäischer Kulturtradition – werden die Grenzen zwischen diesen Fachgebieten heute nicht mehr streng gezogen.

## Liste der unbeweglichen Denkmale unter Denkmalschutz (Bau- und archäologische Denkmale)
Bisher wurde die Liste der unbeweglichen Denkmale unter Denkmalschutz vollständig elektronisch erfasst und publiziert. Sie enthält alle Baudenkmale im engeren Sinne, und die Klasse der Archäologischen Denkmale, das sind neben Bauresten auch Fundorte und Fundhoffnungsgebiete. Zur Erstellung und regelmäßigen Aktualisierung der Liste der unbeweglichen Denkmale für erstere ist das Bundesdenkmalamt gemäß § 3 Abs. 4 des Denkmalschutzgesetzes verpflichtet.
Die beiden Gruppen werden gemeinsam publiziert.

## Verzeichnis der Park- und Gartenanlagen (im Denkmalschutzgesetz)
Im Anhang 2 des Denkmalschutzgesetzes ist eine namentliche Liste von 56 Gärten und Parkanlagen aufgeführt, die explizit unter Denkmalschutz stehen und direkt vom Denkmalamt des Bundes betreut werden.